# Edifici Casa Contreras
Casa Contreras és un habitatge del municipi de Castelló d'Empúries (Alt Empordà) inclòs en l'Inventari del Patrimoni Arquitectònic de Catalunya.

## Descripció
Situada dins l'antic nucli emmurallat de Castelló, al sector nord, en el barri del puig Salner i formant cantonada amb el carrer Bonaventura Frigola i la Travessera del Consol.
Edifici de planta quadrada format per tres crugies perpendiculars a la façana, amb ràfec de dents de serra i coberta de teula àrab amb canaló de ceràmica vidrada verda. Consta de planta baixa i dues més d'alçada. A la crugia central es concentren les sales principals del casal. A la planta baixa, el vestíbul està cobert amb voltes d'aresta sustentades als murs que delimiten l'estança. A banda i banda hi ha dues portes emmarcades amb datació a la llinda: els anys 1681 i 1927. Al fons, pujant el nivell dos graons, hi ha un arc serlià format per quatre columnes decorades amb els capitells amb volutes i el fust llis, agrupades per parelles i col·locades damunt d'un sòcol decorat amb motllures. Cada parella sustenta un entaulament motllurat. Unint els dos grups per la part superior, un frontó horitzontal amb un arc de mig punt al mig. Darrere seu hi ha dos arcs carpanells que es recolzen a les parets laterals i, al mig, en una columna lleugera de ferro amb capitell decorat. A la dreta es localitza l'escala, de dos trams i amb balustrada a manera de barana. Tot el vestíbul està pintat en tons ocres i blaus i decorat amb dos tipus de pintures murals que se superposen: en origen, i formant conjunt amb l'arc serlià, pintures amb imatges d'estil clàssic, tapades per consignes conservadores posteriors a la Guerra Civil: ACCIÓN CATÓLICA ESPAÑOLA, a la zona de l'entaulament de l'arc serlià, i un escut al mig dels dos arcs carpanells. La façana principal està encarada a la plaça Ruiz Amado i té les cantonades acabades amb dentat de pedra. La porta d'accés és d'arc rebaixat, amb els brancals i la llinda de pedra escairada. A l'esquerra, un gran portal també d'arc rebaixat i a la dreta una senzilla obertura rectangular nova. A la primera planta hi ha tres balcons d'obertura rectangular, amb els brancals i les llindes de pedra desbastada. A la segona planta, tres balcons més petits, sense marc de pedra.

## Història
L'actual edifici està ubicat en el mateix solar on antigament hi havia el palau de l'abat de Sant Pere de Rodes.
Les dues dates inscrites a les llindes de les dues portes del vestíbul, probablement fan referència a la data de construcció (1681) i a una reforma (1927).
El casal fou propietat d'una família de funcionaris castellans. D'aquesta nissaga surten, a principis del segle xx, dos personatges destacables: l'escriptor Lluís Contreras i el pedagog jesuïta Ramon Ruiz Amado, germanastre de l'anterior.